# Primera División 1991-1992 (Argentina)
L'edizione 1991-1992 della Primera División argentina fu la seconda ad essere disputata con la formula dei tornei di Apertura e Clausura e la prima in cui venne assegnato il titolo di campione separatamente ai vincitori dei due tornei. L'Apertura 1991 fu vinto dal River Plate, mentre nel Clausura 1992 prevalse il Newell's Old Boys. Il Newell's, inoltre, arrivò in finale della Coppa Libertadores 1992, nella quale fu sconfitto dai brasiliani del San Paolo.

## Torneo di Apertura
|  | Pos. | Squadra             | Pt | G  | V  | N  | P  | GF | GS | DR  |
|  | ---- | ------------------- | -- | -- | -- | -- | -- | -- | -- | --- |
|  | 1.   | River Plate         | 31 | 19 | 14 | 3  | 2  | 33 | 11 | +22 |
|  | 2.   | Boca Juniors        | 24 | 19 | 7  | 10 | 2  | 22 | 15 | +7  |
|  | 3.   | San Lorenzo         | 22 | 19 | 4  | 14 | 1  | 20 | 14 | +6  |
|  | 4.   | Vélez Sársfield     | 21 | 19 | 8  | 5  | 6  | 27 | 18 | +9  |
|  | 5.   | Gimnasia La Plata   | 21 | 19 | 7  | 7  | 5  | 16 | 17 | -1  |
|  | 6.   | Textil Mandiyú      | 20 | 19 | 7  | 6  | 6  | 22 | 20 | +2  |
|  | 7.   | Platense            | 20 | 19 | 5  | 10 | 4  | 16 | 14 | +2  |
|  | 8.   | Talleres de Córdoba | 20 | 19 | 7  | 6  | 6  | 19 | 21 | -2  |
|  | 9.   | Argentinos Juniors  | 19 | 19 | 4  | 11 | 4  | 18 | 18 | 0   |
|  | 10.  | Ferro Carril Oeste  | 19 | 19 | 6  | 7  | 6  | 16 | 16 | 0   |
|  | 11.  | Independiente       | 19 | 19 | 6  | 7  | 6  | 20 | 21 | -1  |
|  | 12.  | Huracán             | 19 | 19 | 5  | 9  | 5  | 18 | 21 | -3  |
|  | 13.  | Racing Avellaneda   | 18 | 19 | 4  | 10 | 5  | 14 | 14 | 0   |
|  | 14.  | Deportivo Español   | 18 | 19 | 6  | 6  | 7  | 23 | 25 | -2  |
|  | 15.  | Belgrano de Córdoba | 17 | 19 | 3  | 11 | 5  | 15 | 17 | -2  |
|  | 16.  | Rosario Central     | 17 | 19 | 4  | 9  | 6  | 17 | 21 | -4  |
|  | 17.  | Estudiantes         | 16 | 19 | 4  | 8  | 7  | 14 | 21 | -7  |
|  | 18.  | Newell's Old Boys   | 15 | 19 | 3  | 9  | 7  | 14 | 16 | -2  |
|  | 19.  | Unión de Santa Fe   | 14 | 19 | 3  | 8  | 8  | 13 | 21 | -8  |
|  | 20.  | Quilmes             | 10 | 19 | 1  | 8  | 10 | 9  | 25 | -16 |

### Marcatori
| Pos. | Giocatore        | Squadra             | Gol |
| ---- | ---------------- | ------------------- | --- |
| 1    | Ramón Díaz       | River Plate         | 14  |
| 2    | Esteban González | Vélez Sársfield     | 11  |
| 3    | Hugo Guerra      | Gimnasia La Plata   | 8   |
| 4    | David Bisconti   | Rosario Central     | 7   |
| 5    | Roberto Cabañas  | Boca Juniors        | 7   |
| 6    | Juan Ruiz Díaz   | Talleres de Córdoba | 7   |
| 7    | Sergio Saturno   | Huracán             | 7   |

## Torneo di Clausura
|  | Pos. | Squadra             | Pt | G  | V  | N  | P  | GF | GS | DR  |
|  | ---- | ------------------- | -- | -- | -- | -- | -- | -- | -- | --- |
|  | 1.   | Newell's Old Boys   | 29 | 19 | 11 | 7  | 1  | 27 | 8  | 19  |
|  | 2.   | Vélez Sársfield     | 27 | 19 | 10 | 7  | 2  | 29 | 16 | 13  |
|  | 3.   | Deportivo Español   | 27 | 19 | 9  | 9  | 1  | 24 | 11 | 13  |
|  | 4.   | Boca Juniors        | 26 | 19 | 10 | 6  | 3  | 20 | 11 | 9   |
|  | 5.   | River Plate         | 24 | 19 | 8  | 8  | 3  | 31 | 22 | 9   |
|  | 6.   | Platense            | 22 | 19 | 8  | 6  | 5  | 23 | 16 | 7   |
|  | 7.   | Racing Avellaneda   | 21 | 19 | 5  | 11 | 3  | 12 | 9  | 3   |
|  | 8.   | Gimnasia La Plata   | 20 | 19 | 6  | 8  | 5  | 25 | 20 | 5   |
|  | 9.   | Huracán             | 19 | 19 | 5  | 9  | 5  | 18 | 19 | -1  |
|  | 10.  | Belgrano de Córdoba | 18 | 19 | 6  | 6  | 7  | 18 | 18 | 0   |
|  | 11.  | Ferro Carril Oeste  | 18 | 19 | 5  | 8  | 6  | 13 | 14 | -1  |
|  | 12.  | Independiente       | 17 | 19 | 4  | 9  | 6  | 16 | 16 | 0   |
|  | 13.  | Talleres de Córdoba | 17 | 19 | 4  | 9  | 6  | 14 | 17 | -3  |
|  | 14.  | Rosario Central     | 17 | 19 | 8  | 1  | 10 | 19 | 24 | -5  |
|  | 15.  | Argentinos Juniors  | 16 | 19 | 5  | 6  | 8  | 16 | 19 | -3  |
|  | 16.  | Unión de Santa Fe   | 13 | 19 | 2  | 9  | 8  | 11 | 18 | -7  |
|  | 17.  | Estudiantes         | 13 | 19 | 2  | 9  | 8  | 14 | 26 | -12 |
|  | 18.  | Textil Mandiyú      | 13 | 19 | 3  | 7  | 9  | 16 | 30 | -14 |
|  | 19.  | San Lorenzo         | 12 | 19 | 3  | 6  | 10 | 11 | 25 | -14 |
|  | 20.  | Quilmes             | 9  | 19 | 4  | 3  | 12 | 14 | 32 | -18 |

### Marcatori
| Pos. | Giocatore        | Squadra                 | Gol |
| ---- | ---------------- | ----------------------- | --- |
| 1    | Diego Latorre    | Boca Juniors            | 9   |
| 2    | Darío Scotto     | Platense                | 9   |
| 3    | Esteban González | Vélez Sársfield         | 8   |
| 4    | Marcelo Caviglia | Deportivo Español       | 7   |
| 5    | Jorge Cruz Cruz  | Huracán                 | 7   |
| 6    | Hugo Guerra      | Gimnasia La Plata       | 7   |
| 7    | Félix Torres     | Estudiantes de La Plata | 7   |

## Retrocessioni
| Squadra             | Media | Punti | Giocate | 1989-90 | 1990-91 | 1991-1992 |
| ------------------- | ----- | ----- | ------- | ------- | ------- | --------- |
| River Plate         | 1.342 | 153   | 114     | 53      | 45      | 55        |
| Boca Juniors        | 1.263 | 144   | 114     | 43      | 51      | 50        |
| Vélez Sársfield     | 1.184 | 135   | 114     | 42      | 45      | 48        |
| Newell's Old Boys   | 1.123 | 128   | 114     | 36      | 48      | 44        |
| Independiente       | 1.070 | 122   | 114     | 46      | 40      | 36        |
| Racing Avellaneda   | 1.035 | 118   | 114     | 39      | 40      | 39        |
| Huracán             | 1.026 | 78    | 76      | N/A     | 40      | 38        |
| Rosario Central     | 1.018 | 116   | 114     | 43      | 39      | 34        |
| Ferro Carril Oeste  | 1.000 | 114   | 114     | 39      | 38      | 37        |
| San Lorenzo         | 1.000 | 114   | 114     | 35      | 45      | 34        |
| Gimnasia La Plata   | 0.991 | 113   | 114     | 39      | 33      | 41        |
| Platense            | 0.991 | 113   | 114     | 36      | 35      | 42        |
| Argentinos Juniors  | 0.956 | 109   | 114     | 38      | 36      | 35        |
| Textil Mandiyú      | 0.939 | 107   | 114     | 36      | 38      | 33        |
| Belgrano de Córdoba | 0.921 | 35    | 38      | N/A     | N/A     | 35        |
| Deportivo Español   | 0.912 | 104   | 114     | 31      | 28      | 45        |
| Estudiantes         | 0.895 | 102   | 114     | 34      | 39      | 29        |
| Talleres de Córdoba | 0.895 | 102   | 114     | 36      | 29      | 37        |
| Unión de Santa Fe   | 0.825 | 94    | 114     | 36      | 31      | 27        |
| Quilmes             | 0.500 | 19    | 38      | N/A     | N/A     | 19        |

L'Unión de Santa Fe e il Quilmes furono retrocessi in Primera B Nacional.